# Хрестовий камінь
Хрестовий камінь (рос. крестовый камень, нім. Kreuzstein m) – мінерал.

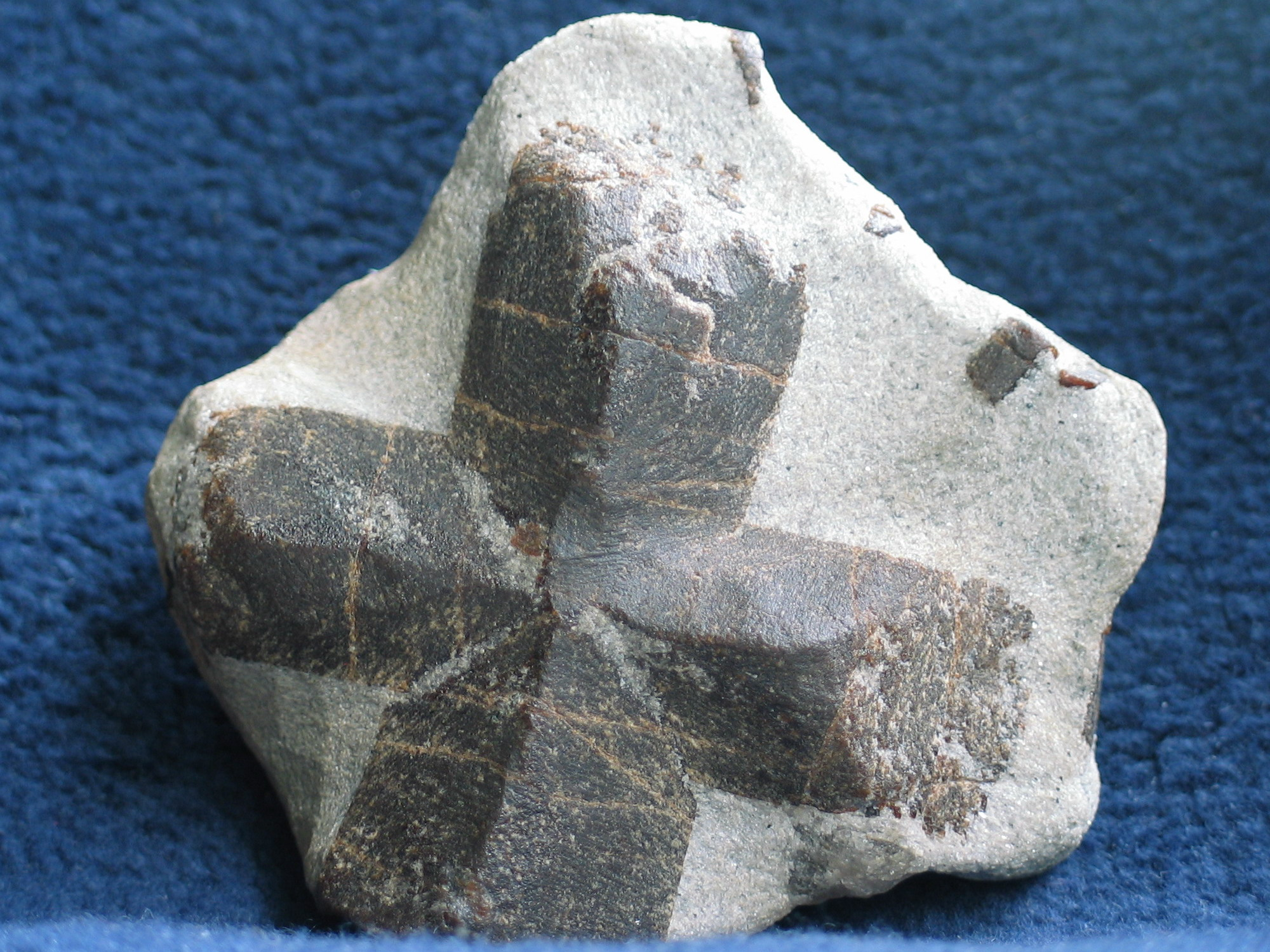
Хрестовий камінь - ставроліт.

- 1). Застаріла назва мінералу ставроліту.

- 2). Застаріла назва мінералу гармотому.

- 3). Хіастоліт.

У поперечному перерізі хіастоліту (андалузиту) чітко видно темний хрест, що утворився за рахунок вибіркового поглинання гранями кристала світла. Фігура у вигляді чорного хреста в перерізі кристала завжди привертала увагу, і мінерал використовувався головним чином монахами і паломниками для виготовлення амулетів.